# Davon Reed
Davon Malcolm Reed (Ewing, 11 de junho de 1995) é um jogador norte-americano de basquete profissional que atualmente joga no Denver Nuggets da National Basketball Association (NBA) e no Grand Rapids Gold da G-League.
Depois de jogar basquete universitário pela Universidade de Miami e foi selecionado pelo Phoenix Suns como a 32ª escolha no draft da NBA de 2017.

## Carreira universitária
Pela Universidade de Miami, ele teve médias de 10,3 pontos e 3,6 rebotes ao longo de quatro temporadas, com suas melhores médias sendo 14,9 pontos e 4,8 rebotes em sua última temporada.
Reed desenvolveu uma reputação como um bom arremessador que pode defender quatro posições. Em seu último ano, ele foi nomeado para a Terceira-Equipe e para a Equipe Defensiva da Atlantic Coast Conference.

## Carreira profissional

### Phoenix Suns (2017–2018)
Reed foi selecionado pelo Phoenix Suns como a 32ª escolha no draft da NBA de 2017. Em 6 de julho de 2017, Reed assinou um contrato de quatro anos e US$5.5 milhões com os Suns. Em 25 de agosto de 2017, foi anunciado que Reed faria uma cirurgia no menisco esquerdo e perderia os próximos quatro a seis meses.
Em 28 de dezembro, Reed foi designado para o Northern Arizona Suns. Em 2 de janeiro de 2018, ele jogou seu primeiro jogo profissional com o Northern Arizona e registrou 11 pontos, 3 assistências e 2 rebotes durante uma vitória por 113-108 sobre o Rio Grande Valley Vipers. Ele jogou mais um jogo em 5 de janeiro, registrando 10 pontos, 8 rebotes e 5 assistências em 22 minutos durante uma vitória por 125-104 sobre o Reno Bighorns antes de ser convocado para o Phoenix no dia seguinte.
Em 14 de janeiro, Reed fez sua estreia na NBA e registrou um rebote em menos de quatro minutos durante uma derrota para o Indiana Pacers. Em 10 de março, Reed teve seu melhor jogo com o Phoenix registrando 16 pontos, o recorde da temporada, 6 rebotes e 2 assistências na derrota por 122-115 para o Charlotte Hornets.
Em 16 de outubro de 2018, Reed foi dispensado pelos Suns e substituído no elenco pelo veterano Jamal Crawford.

### Indiana Pacers (2018–2019)
Em 19 de outubro, três dias depois de ser dispensado pelo Suns, Reed assinou um contrato de mão dupla com o Indiana Pacers e seu afiliado da G-League, o Fort Wayne Mad Ants. Ele preencheu a vaga no elenco ocupada por C. J. Wilcox que havia sofrido uma lesão.

### Sioux Falls Skyforce (2019–2020)
Em 4 de setembro de 2019, Reed assinou um contrato de 10 dias com o Miami Heat. Após o training camp, Reed foi adicionado ao elenco do afiliada do Heat na G-League, Sioux Falls Skyforce. Em 5 de fevereiro de 2020, Reed registrou 29 pontos, 11 rebotes, oito assistências e três roubadas de bola em uma derrota por 123-117 para o Iowa Wolves. Ele teve médias de 12,7 pontos, 6,6 rebotes e 3,8 assistências e se tornou o único jogador da G-League a ter pelo menos 500 pontos, 250 rebotes e 150 assistências.

### Taoyuan Pilots (2020–2021)
Em novembro de 2020, Reed se juntou ao Taoyuan Pilots do Taiwan. Em abril de 2021, Taoyuan Pilots decidiu deixar Reed voltar aos Estados Unidos para tratamento.

### Denver Nuggets / Grand Rapids Gold (2021–Presente)
Em agosto de 2021, Reed se juntou ao Denver Nuggets para a Summer League de 2021 e em 27 de setembro, ele assinou um contrato de 10 dias. No entanto, ele foi dispensado no final do campo de treinamento. Treze dias depois, ele se juntou ao Grand Rapids Gold, jogando em sete jogos e tendo médias de 15,0 pontos, 8,3 rebotes, 6,0 assistências e 2,1 roubadas de bola.
Em 4 de dezembro de 2021, Reed assinou um contrato de 10 dias com o Denver e voltou ao Grand Rapids em 15 de dezembro. Quatro dias depois, Reed assinou um segundo contrato de 10 dias com os Nuggets e um terceiro em 30 de dezembro. Em 9 de janeiro de 2022, ele assinou um contrato de mão dupla com os Nuggets.

## Estatísticas da carreira

### NBA

#### Temporada regular
| Ano      | Equipe   | PJ | PT | MPJ  | AP   | 3P   | LL   | RT  | AS  | BR | TO | PPJ |
| -------- | -------- | -- | -- | ---- | ---- | ---- | ---- | --- | --- | -- | -- | --- |
| 2017–18  | Phoenix  | 21 | 1  | 11.5 | .289 | .289 | .667 | 1.9 | .6  | .5 | .1 | 3.0 |
| 2018–19  | Indiana  | 10 | 0  | 4.7  | .417 | .500 | –    | .6  | .3  | .1 | .0 | 1.2 |
| 2021–22  | Denver   | 48 | 5  | 13.9 | .503 | .430 | .667 | 2.3 | 1.1 | .5 | .2 | 4.4 |
| Carreira | Carreira | 79 | 6  | 10.0 | .403 | .406 | .667 | 1.5 | .6  | .3 | .1 | 2.8 |

### Universitário
| Ano      | Equipe   | PJ  | PT | MPJ  | AP   | 3P   | LL   | RT  | AS  | BR  | TO | PPJ  |
| -------- | -------- | --- | -- | ---- | ---- | ---- | ---- | --- | --- | --- | -- | ---- |
| 2013–14  | Miami    | 33  | 10 | 20.7 | .343 | .357 | .673 | 1.7 | 1.2 | .5  | .1 | 6.6  |
| 2014–15  | Miami    | 30  | 21 | 27.5 | .470 | .457 | .727 | 4.0 | 1.9 | .9  | .4 | 8.2  |
| 2015–16  | Miami    | 35  | 35 | 28.8 | .469 | .383 | .816 | 4.1 | 1.2 | .8  | .4 | 11.1 |
| 2016–17  | Miami    | 33  | 33 | 35.3 | .433 | .397 | .833 | 4.8 | 2.4 | 1.3 | .5 | 14.9 |
| Carreira | Carreira | 131 | 99 | 28.0 | .428 | .398 | .762 | 3.6 | 1.6 | .8  | .3 | 10.2 |

Fonte: 